# Винберг, Пернилла
Пернилла Винберг (швед. Pernilla Winberg; полное имя — Пернилла Маргарета Стефани Винберг (швед. Pernilla Margareta Stephanie Winberg); 24 февраля 1989, Мальмё, Швеция) — шведская хоккеистка и спортивный комментатор. Играла на позиции нападающего в клубах: «Лимхамн», АИК, «Сегельторп», «Муксунд-Скутамн» и «Линчёпинг». Выступала за студенческую команду «Миннесота-Дулут Бульдогз». Игрок национальной сборной Швеции, сыгравшая более 300 международных матчей. Выступала на четырёх Олимпиадах, став серебряным призёром 2006 года. Двукратный бронзовый призёр чемпионатов мира (2005 и 2007). Трёхкратная чемпионка Швеции. В период с 2004 по 2008 год четыре раза выигрывала Кубок европейских чемпионов в составе АИКа. Признана лучшей хоккеисткой Швеции 2010 года. Была участником забастовки шведских хоккеисток после чемпионата мира 2019 года. Приостановила игровую карьеру по окончании сезона 2019/20 из-за сотрясения мозга. Рекордсменка сборной Швеции по количеству сыгранных матчей на чемпионатах мира и Олимпийских играх. В настоящее время работает комментатором на сервисе C More Entertainment.

## Биография
Пернилла Винберг родилась в Мальмё. Из-за неразвитости девичьего хоккея на юге Швеции с 7-ми лет играла в командах с мальчиками. С 12-летнего возраста начала выступать в первом дивизионе женского чемпионата Швеции за команду «Лимхамн». На финальном турнире 2002 года она забросила 3 шайбы в двух матчах. В следующем сезоне 13-летняя Винберг дебютировала за сборную Швеции, возглавляемую Питером Эландером. Она считалась главным вундеркиндом шведского женского хоккея. Через 2 года она сыграла на своём первом чемпионате мира. Винберг была одной из самых юных хоккеисток турнира. В сезоне 2003/04 она играла в «Лимхамне» вместе с лидерами сборной Эрикой Хольст и Марией Рут, которых пригласил возглавлявший клуб из Мальмё отец Перниллы. С усиленным составом «Лимхамн» впервые в своей истории вышел в финал чемпионата, в котором уступил АИКу со счётом 2:5. В межсезонье Винберг покинула Мальмё и подписала контракт с АИКом. Вместе с новой командой она играла в финале чемпионата, но, как и год назад, сумела завоевать только серебряные медали. Пернилла стала победительницей Кубка европейских чемпионов, который впоследствии выигрывала четырежды подряд. В 2005 году Винберг помогла сборной Швеции впервые в своей истории завоевать бронзовые медали чемпионатов мира. В следующей сезоне ей предстояло сыграть на своей первой Олимпиаде. На Играх 2006 года шведская сборная сотворила главную сенсацию женского хоккея, завоевав серебряные медали. В полуфинальном матче против США Винберг реализовала победный послематчевый буллит, выведший шведок в финал. Решающий матч завершился победой сборной Канады со счётом 4:1. В течение олимпийского сезона Пернилла входила в состав сборной Сконе для игры на юношеском турнире TV-Pucken, по итогам которого они выиграли серебряные медали.

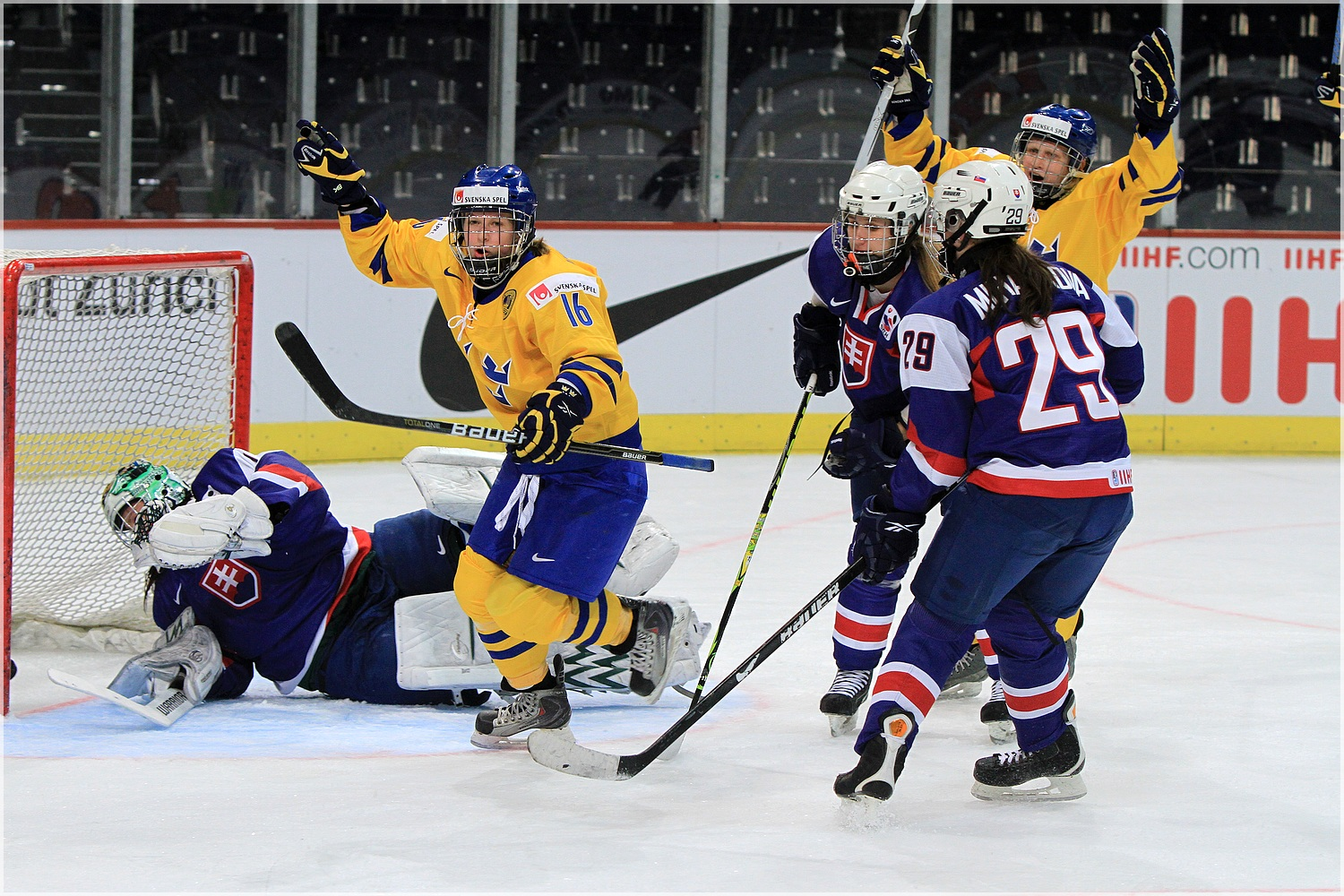
Винберг в составе сборной Швеции

В сезоне 2006/07 Винберг являлась лидером своего клуба и сборной. Вместе с АИКом она стала чемпионкой страны, став лучшим бомбардиром финальной стадии. В составе сборной, как и два года назад, Пернилла выиграла бронзовые медали чемпионата мира. Она вошла в пятёрку лучших бомбардиров турнира, набрав (5+3) очков. В следующем сезоне завоевала очередные серебряные медали чемпионата Швеции. По окончании чемпионата Пернилла окончила школу и планировала продолжить карьеру в Северной Америке. Она поступила в Университет Миннесоты-Дулут, где ей предстояло играть за студенческую команду «Бульдогз». В «Миннесоте» играли партнёрши Перниллы по сборной — Элин Хольлёв и Ким Мартин. В свой первый год в Национальной ассоциации студенческого спорта (NCAA) Винберг заработала 41 (14+27) результативный балл в 38-ми матчах. «Миннесота-Дулут Бульдогз» играла в финальном турнире NCAA в Бостоне, где проиграла в полуфинале. Во время сезона у Перниллы были проблемы в учёбе и с английский языком. Она взяла годовой перерыв в обучении для подготовки к Зимним Олимпийским играм 2010. Винберг подписала контракт с лидером чемпионата Швеции, клубом «Сегельторп», который по итогам сезона выиграл главный трофей лиги. На Играх 2010 года Пернилла стала лучшим снайпером и бомбардиром национальной сборной. Шведки были близки к завоеванию медалей, но, как и на предыдущем мировом первенстве, проиграли сборной Финляндии. Шведская хоккейная ассоциация признала Винберг лучшей хоккеисткой 2010 года. Перед сезоном 2009/10 она вернулась в Миннесоту, где продолжила обучение в университете и выступление за «Бульдогз». Пернилла провела в NCAA три года, с каждым из которых её результативность снижалась. Во время североамериканской карьеры, она также сыграла на трёх чемпионатах мира, завершавшимися для сборной Швеции вне призовых мест. Вернувшись в Швецию Винберг подписала контракт с клубом «Муксунд-Скутамн». Она стала лучшим бомбардиром команды и помогла вывести команду в полуфинал чемпионата. Винберг приняла участие в хоккейном турнире Зимних Олимпийских игр 2014, который завершила вместе с Мишель Карвинен с наибольшим количеством очков (7). Шведки играли в матче за 3-е место со сборной Швейцарии, в ходе которого выигрывали 2:0, но в итоге проиграли со счётом 3:4.
По окончании сезона 2014/15 Винберг подписала контракт с клубом «Линчёпинг». В новом команде, являющийся одним из лидеров национального чемпионата, результативность Перниллы существенно возросла. Она заняла второе место в списке лучших бомбардиров команды и помогла «Линчёпингу» выиграть чемпионский титул. Винберг принимала участие на чемпионате мира 2015, на котором впервые с 2004 года не сумела отметиться результативными действиями. В следующем сезоне Пернилла установила личный рекорд по результативности в чемпионате, заработав 56 (19+37) очков. С сезона 2016/17 Винберг начала исполнять обязанности ассистента капитана в клубе и национальной сборной. В 2018 году она приняла участие на своей четвёртой Олимпиаде. Она набрала наименьшее количество результативных баллов для себя на Играх — 3. Шведки выступили неудачно, опередив только хозяек Игр, победив их в матче за 7-е место. В сезоне 2018/19 Винберг подверглась третьему в карьере сотрясению мозга, из-за которого пропустила три с половиной недель, вернувшись в состав перед стартом плей-офф. В январе 2019 года она провела свой 300-й матч за сборную страны. В апреле она принимала участие на своём двенадцатом чемпионате мира. Сборная Швеции завершила турнир на 9-м месте, и впервые в своей истории была переведена в дивизион ниже. В августе 2019 года Винберг и все другие хоккеистки национальной сборной объявили бойкот Шведской хоккейной ассоциации в знак протеста против прекращения финансовой поддержки женской сборной. По словам хоккеисток, при действующих условиях, выступление за сборную им давало меньше, чем отказ от международных матчей. Спустя два месяца, после принятия Ассоциацией ряда пунктов соглашения, забастовка игроков прекратилась. После 7-ми сыгранных матчей в сезоне 2019/20 Пернилла получила тяжёлую травму, вновь связанную с сотрясением мозга. Она пропустила весь остаток сезона. В октябре 2020 года Винберг начала работать комментатором женского чемпионата Швеции, в качестве эксперта, на сервисе C More Entertainment.

## Статистика
| Легенда | Легенда                    | Легенда | Легенда                   | Легенда | Легенда    |
| ------- | -------------------------- | ------- | ------------------------- | ------- | ---------- |
| И       | Количество проведённых игр | Штр     | Штрафное время            | +/−     | Плюс-минус |
| Г       | Голы                       | П       | Голевые передачи          | О       | Очки       |
| -       | Статистика неизвестна      | —       | Статистика не учитывалась |         |            |

### Международная
По данным: Eurohockey.com и Eliteprospects.com

## Достижения
| Год                    | Команда    | Достижение                                     | Достижение |
| ---------------------- | ---------- | ---------------------------------------------- | ---------- |
| Клубные                |            |                                                |            |
| 2004, 2005, 2006, 2008 | АИК        | Победительница Кубка европейских чемпионов (4) |            |
| 2004                   | Лимхамн    | Серебряный призёр чемпионата Швеции (6)        |            |
| 2005, 2008             | АИК        | Серебряный призёр чемпионата Швеции (6)        |            |
| 2016, 2018, 2019       | Линчёпинг  | Серебряный призёр чемпионата Швеции (6)        |            |
| 2007                   | АИК        | Чемпионка Швеции (3)                           |            |
| 2010                   | Сегельторп | Чемпионка Швеции (3)                           |            |
| 2015                   | Линчёпинг  | Чемпионка Швеции (3)                           |            |
| Международные          |            |                                                |            |
| 2005, 2007             | Швеция     | Бронзовый призёр чемпионата мира (2)           |            |
| 2006                   | Швеция     | Серебряный призёр Олимпийских игр              |            |

| Год  | Команда | Достижение                                          | Достижение |
| ---- | ------- | --------------------------------------------------- | ---------- |
| 2014 | Швеция  | Лучший бомбардир хоккейного турнира Олимпийских игр |            |

| Год  | Достижение               | Достижение |
| ---- | ------------------------ | ---------- |
| 2010 | Лучшая хоккеистка Швеции |            |

- По данным Eliteprospects.com.

## Рекорды
Швеция
- Наибольшее количество сыгранных матчей на чемпионатах мира — 55
- Наибольшее количество передач на одном чемпионате мира — 6 (2009) (совместно с Эрикой Хольст)
- Наибольшее количество сыгранных матчей на Олимпийских играх — 22
- Наибольшее количество очков на Олимпийских играх — 19
- Наибольшее количество голов на Олимпийских играх — 11
- Наибольшее количество голов на одном турнире Олимпийских игр — 5 (2010) (совместно с Марией Рут)
- Наибольшее количество передач на одном турнире Олимпийских игр — 4 (2014) (совместно с 4-мя хоккеистками)

По данным: 1, 2